# ウンベルト・デ・モルプルゴ
ウンベルト・ルイジ・デ・モルプルゴ男爵（Baron Umberto Luigi de Morpurgo、1896年1月12日 - 1961年2月26日）は、イタリアの男子テニス選手。旧オーストリア領のトリエステに生まれ、イタリアの貴族として「バロン」(男爵)の称号を持っていた。
主に1920年代にかけて、イタリアにおける競技テニスの先駆者として活動した人である。1924年パリオリンピック男子シングルス銅メダリスト、1925年ウィンブルドン選手権混合ダブルス準優勝。
彼の名前は、テニス文献でも“Uberto” (ウベルト) の表記揺れが多い。

## 来歴
オーストリア系ユダヤ人としてトリエステに生まれたモルプルゴは、第一次世界大戦中ドイツ空軍に勤務した。終戦後トリエステがイタリア領になり、彼はイタリアの貴族として「バロン」の称号を持つようになる。イタリアがデビスカップに初参加したのは1922年であるが、モルプルゴは翌1923年からデビスカップイタリア代表に選ばれた。1924年パリ五輪で、モルプルゴは男子シングルスの銅メダルを獲得した。準々決勝で日本代表の原田武一を6-4, 6-1, 6-1のストレートで圧倒した後、続く準決勝でビンセント・リチャーズに3-6, 6-3, 1-6, 4-6で敗れ、銅メダル決定戦でジャン・ボロトラ1-6, 6-1, 8-6, 4-6, 7-5で競り勝ち、イタリア人選手として初めてオリンピックのテニス競技のメダルを獲得した。このパリ五輪で原田との対戦があったことから、彼は日本でもよく知られた選手になる。
1925年ウィンブルドン選手権では混合ダブルスでエリザベス・ライアンと組み決勝進出、イタリア人選手初の4大大会決勝進出者になった。ジャン・ボロトラ/スザンヌ・ランラン組に3-6, 3-6で敗れて準優勝者になった。4大大会の男子シングルスでは、1928年ウィンブルドン選手権と1929年全仏選手権のベスト8を経て、1930年全仏選手権でイタリア人選手初のベスト4に入った。第4シードのモルプルゴは、準決勝で第1シードのアンリ・コシェに5-7, 1-6, 2-6のストレートで敗れ、決勝進出を逃した。彼の全仏4強入りから2年後、ジョルジオ・デ・ステファーニが1932年全仏選手権の準優勝者になった。
モルプルゴは1923年から1933年までデビスカップイタリア代表を務め、通算成績55勝24敗 (シングルス39勝14敗, ダブルス16勝10敗) の成績を残した。彼が代選手であった間、イタリア代表は1928年と1930年の2度インターゾーン」決勝に進んだ。彼は1928年からイタリア代表で選手と監督を兼任し、1929年にベニート・ムッソリーニからイタリアテニス協会の会長に指名された。晩年はスイスに住み、1961年2月26日にジュネーヴにて65歳で死去した。1993年に国際ユダヤ人スポーツ殿堂入りしている。